# Éric Dazé
Éric Dazé (né le 2 juillet 1975 à Montréal dans la province de Québec au Canada) est un joueur professionnel canadien de hockey sur glace.

## Biographie

### Carrière en club
Il commence sa carrière dans les ligues de jeunes du Québec et en 1992-1993, rejoint la Ligue de hockey junior majeur du Québec et les Olympiques de Hull comptant 32 points en 55 matchs avant de rejoindre avant la fin de la saison les Harfangs de Beauport.
À la suite de cette première saison, il participe au repêchage d'entrée dans la Ligue nationale de hockey et est choisi lors de la quatrième ronde par les Blackhawks de Chicago (90e joueur choisi).
Il continue dans la LHJMQ encore pendant deux saisons mais joue tout de même un morceau de la saison 1994-1995 de la LNH avec Chicago. Il joue seize matchs des séries éliminatoires de la Coupe Stanley mais son équipe est éliminée en finale de l'association de l'Ouest par les Red Wings de Détroit.
Au cours de cette même saison, il reçoit le prix du meilleur état d'esprit de la Ligue canadienne de hockey et est également nommé au sein de l'équipe type de la saison de la LHJMQ pour la seconde année consécutive ainsi que le trophée Paul-Dumont de la personnalité de l'année de la LHJMQ.
Dès 1995-1996, il intègre à temps complet l'effectif des Blackhawks et ne le quittera pas avant la saison 2005-2006. En 1996, il est sélectionné dans l'équipe type des recrues de la LNH.
Il connaît des soucis de santé qui le gardent éloignés de la glace pendant quelques matchs en 1999-2000 mais parvient à inscrire un minimum de 20 buts par saison entre 1995 et 2003.
En 2002, il participe au 52e Match des étoiles de la LNH et est élu MVP du tournoi avec une passe décisive et deux buts.
Incommodé par une blessure au dos, il ne prend part qu'à 19 rencontres en 2003-2004. Il ne revient au jeu que pour une rencontre en 2005 avant de mettre un terme à sa carrière.

### Carrière internationale
Il joue pour l'équipe du Canada junior qui participe au championnat du monde junior de 1995 et y remporte la médaille d'or. Il porte également les couleurs de son pays pour les championnats séniors de 1998 et 1999 (sixième et quatrième place).

## Trophées et honneurs personnels
- Ligue canadienne de hockey
  - 1994 - sélectionné dans la première équipe type de la Ligue de hockey junior majeur du Québec
  - 1995 - joueur avec le meilleur état d'esprit de la LCH, vainqueur du trophée Paul-Dumont de la personnalité de l'année et sélectionné dans la première équipe type de la LHJMQ

- Ligue nationale de hockey
  - 1996 - sélectionné dans l'équipe type des recrues
  - Joue le 52e Match des étoiles et est élu MVP.

## Statistiques
Pour les significations des abréviations, voir Statistiques du hockey sur glace.

### En club
| Saison     | Équipe                | Ligue      |     | Saison régulière | Saison régulière | Saison régulière | Saison régulière | Saison régulière |   | Séries éliminatoires | Séries éliminatoires | Séries éliminatoires | Séries éliminatoires | Séries éliminatoires |
| Saison     | Équipe                | Ligue      | PJ  | B                | A                | Pts              | Pun              | PJ               | B | A                    | Pts                  | Pun                  |                      |                      |
| 1992-1993  | Olympiques de Hull    | LHJMQ      | 55  | 13               | 19               | 32               | 14               | -                | - | -                    | -                    | -                    |                      |                      |
| 1992-1993  | Harfangs de Beauport  | LHJMQ      | 13  | 6                | 17               | 23               | 10               | -                | - | -                    | -                    | -                    |                      |                      |
| 1993-1994  | Harfangs de Beauport  | LHJMQ      | 66  | 59               | 48               | 107              | 31               | -                | - | -                    | -                    | -                    |                      |                      |
| 1994-1995  | Harfangs de Beauport  | LHJMQ      | 57  | 54               | 45               | 99               | 20               | 16               | 9 | 12                   | 21                   | 23                   |                      |                      |
| 1994-1995  | Blackhawks de Chicago | LNH        | 4   | 1                | 1                | 2                | 2                | 16               | 0 | 1                    | 1                    | 4                    |                      |                      |
| 1995-1996  | Blackhawks de Chicago | LNH        | 80  | 30               | 23               | 53               | 18               | 10               | 3 | 5                    | 8                    | 0                    |                      |                      |
| 1996-1997  | Blackhawks de Chicago | LNH        | 71  | 22               | 19               | 41               | 16               | 6                | 2 | 1                    | 3                    | 2                    |                      |                      |
| 1997-1998  | Blackhawks de Chicago | LNH        | 80  | 31               | 11               | 42               | 22               | -                | - | -                    | -                    | -                    |                      |                      |
| 1998-1999  | Blackhawks de Chicago | LNH        | 72  | 22               | 20               | 42               | 22               | -                | - | -                    | -                    | -                    |                      |                      |
| 1999-2000  | Blackhawks de Chicago | LNH        | 59  | 23               | 13               | 36               | 28               | -                | - | -                    | -                    | -                    |                      |                      |
| 2000-2001  | Blackhawks de Chicago | LNH        | 79  | 33               | 24               | 57               | 16               | -                | - | -                    | -                    | -                    |                      |                      |
| 2001-2002  | Blackhawks de Chicago | LNH        | 82  | 38               | 32               | 70               | 36               | 5                | 0 | 0                    | 0                    | 2                    |                      |                      |
| 2002-2003  | Blackhawks de Chicago | LNH        | 54  | 22               | 22               | 44               | 14               | -                | - | -                    | -                    | -                    |                      |                      |
| 2003-2004  | Blackhawks de Chicago | LNH        | 19  | 4                | 7                | 11               | 0                | -                | - | -                    | -                    | -                    |                      |                      |
| 2005-2006  | Blackhawks de Chicago | LNH        | 1   | 0                | 0                | 0                | 2                | -                | - | -                    | -                    | -                    |                      |                      |
| Totaux LNH | Totaux LNH            | Totaux LNH | 601 | 226              | 172              | 398              | 176              | 37               | 5 | 7                    | 12                   | 8                    |                      |                      |

### En équipe nationale
| Année | Compétition                 |   | PJ | B | A  | Pts | Pun           |  | Résultat |
| 1995  | Championnat du monde junior | 7 | 8  | 2 | 10 | 0   | Médaille d'or |  |          |
| 1998  | Championnat du monde        | 3 | 1  | 4 | 5  | 0   | 6e place      |  |          |
| 1999  | Championnat du monde        | 2 | 0  | 1 | 1  | 0   | 4e place      |  |          |